# Маришка Харгитаи
Маришка Магдолна Харгитаи (енгл. Mariska Magdolna Hargitay; Санта Моника, 23. јануар 1964) америчка је глумица, добитница Златног глобуса и Емија. Најзапаженију улогу је имала у америчкој серији Ред и закон: Одељење за специјалне жртве у којој је играла лик детектива Оливије Бенсон.

## Биографија

### Приватни живот
Рођена је као четврто од петоро деце Џејн Менсфилд, глумице и секс-симбола из 1950е и 1960е и треће и најмлађе од троје деце Миклоша Мики Харгитаија (мађ. Miklós Hargitay) са Џејн Менсфилд, тадашњег Мистера универзума. Рођена је у болници Сент Џоунс у Калифорнији у граду Санта Моника. Њено прво и средње име су мађарска имена и односе се на Марију Магдалену (Маришка је у мађарској умањеница од имена Марија). Њено презиме је такође мађарско, и значи: „из Харгите" (Харгита је планина која се налази у Ердељу, данас у Румунији у округу Харгита). Има две полусестре, Џејн Мери Менсфилд и Тину Харгитаи, два брата, Миклоша и Золтана Харгитаија и једног полубрата, Антонија Отавијана, бившег редитеља.
Маришкина мајка се развела од њеног оца, бившег мистера универзума, Микија (Миклоша) Харгитаија 1963. године. Касније је њихов развод у Мексику судија прогласио неважећим. Џејн и Миклош су се помирили у јануару 1964, неколико месеци пре Маришкиног рођења, али поново су се растали и у августу 1964. мексички развод био признат. Само неколико недеља касније, Маришкина мајка се удала за редитеља Мета Симбера.
Дана 29. јуни 1967, Џејн Менсфилд је преминула у аутомобилској несрећи. Њен дечко Сем Броди и возач су такође погинули. Маришка, која је тада имала 3 и по године, је спавала на задњем седишту аута и извукла се само са ожиљком на левој страни лица. Њена браћа Миклош и Золтан такође су били у аутомобилу, али извукли су се мањим повредама. После ове несреће, старатељство над Маришком, Миклошем и Золтаном је преузео њихов отац.
Маришка је глумила и у позоришту, а 1987. је дипломирала на УКЛА школи позоришта и филма
Маришка говори мађарски, француски, италијански и, наравно, енглески језик. Маришка се 26. августа 2004. удала за Питера Хермана, писца и глумца који се често појављивао у Оделењу за жртве у улози Тревора Лангана. Дана 28. августа 2006, Маришка је царским резом родила сина којег су назвали Август Миклош Фридрих Херман. Маришка и њен син су се појавили у магазину Пипл.
Маришка је била и суоснивачица Фондација за помоћ жртвама сексуалних злочина. Та Фондација верује да пливање са делфином помаже у излечењу психолошких траума као што су последице силовања те је својим члановима омогућила такву терапију.

### Каријера
После добијања титуле Мис Беверли Хилс 1983. године, Маришка је дебитовала у серији Стар 80, о убиству плејбојеве зечице. Кроз само неколико година добила је улоге у серијама Даунтаун и Фалкон крест, у којима је глумила Карли Фикс. Године 1992. је глумила је полицајку Анџелу Гарсију у серији Текила и Бонети  и наступила је у једној епизоди четврте сезоне Сајнфилда. Године 1995. тумачила је Диди Еделстин у серији -{Can't Hurry Love}. Две године касније тумачила је улогу Нине Ечеверије у Улици Принц, а имала је и улогу Синтије Хупер у четвртој сезони Хитна служба.
Маришка је наступила у неколико телевизијских серија међу које се убрајају Freddy's Nightmares,Ellen, All-American Girl, Baywatch, Cracker, Gabriel's Fire, In the Heat of the Night, JoJo's Circus, The Single Guy, Wiseguy i thirtysomething. Маришка је и позајмила свој глас једном лику из игре True Crime: New York City. Имала је и мању улогу у филму Одлазак из Лас Вегаса и била је замена Габријеле Фицпатрик у филму Mighty Morphin Power Rangers: The Movie.
Ипак, најпознатија улога је она детективке Оливије Бенсон у серији Закон и ред:Специјална јединица за жртве из 1999. године; која јој је донела многе награде.

## Филмографија
- (2007)
- (2006) (ТВ)
- (2004) (ТВ)
- (2001)
- Закон и ред: Специјална јединица за жртве (од 1999) (ТВ)
- (1999)
- (1997) (ТВ)
- (1997) (ТВ)
- (1997) (мини-серија)
- Хитна помоћ (1997—1998) (ТВ)
- Елен (1996) (ТВ)
- (1995) (ТВ)
- (1995)
- (1994) (ТВ)
- (1993)
- (1993) (ТВ)
- (1993) (ТВ)
- (1993) (ТВ)
- (1992) (ТВ)
- (1992) (ТВ)
- (1991)
- (1991)
- (1991)
- (1989) (ТВ)
- (1988) (ТВ)
- Фредијеве ноћне море (1988) (ТВ)
- (1988)
- (1987)
- (1986) (ТВ)
- (1986)
- (1985)